# Shihongsi-Grotten
Die Shihongsi-Grotten (chinesisch 石泓寺石窟, Pinyin Shíhóng sì shíkū), auch Chuanzihe-Grotten (川子河石窟,  Chuānzǐ Hé shíkū) genannt, sind eine buddhistische Höhlentempelstätte. Sie befindet sich im Kreis Fu der bezirksfreien Stadt Yan’an im Norden der Provinz Shaanxi nördlich des Flusses Chuanzi He 川子河 im Dorf Han 韩村 der Großgemeinde Zhiluo 直罗镇 im Kreis Fu. Die Anlage der Grotten geht zurück auf die Daye-Ära (605–617) der Sui-Dynastie und erstreckt sich über die Tang-, Song- und Yuan-Zeit bis in die Ming-Dynastie. Die Stätte besteht aus insgesamt sieben Höhlen. 
Die Shihongsi-Grotten stehen seit 2006 auf der Liste der Denkmäler der Volksrepublik China (6-865).
Koordinaten: 35° 54′ 9,6″ N, 108° 50′ 50,6″ O